# Wrexham A.F.C. 2–1 Arsenal F.C.
Trận đấu vòng 3 Cúp FA 1991–92 giữa Wrexham và Arsenal diễn ra tại Sân vận động Racecourse Ground, Wrexham vào ngày 4 tháng 1 năm 1992. Đội khách Arsenal bước vào trận đấu với tư cách là đội được đánh giá cao hơn do khoảng cách về thứ bậc giữa hai đội ở các hạng đấu. Arsenal bước vào Cúp FA ở vòng 3 với tư cách đội bóng đang chơi ở giải hạng nhất (First Division), là đương kim vô địch quốc gia trong khi Wrexham thi đấu tại giải hạng tư và chỉ xếp bét bảng mùa giải trước đó, đã giành chiến thắng trong hai trận đấu đầu tiên để lọt vào vòng đấu này của giải đấu.
Được khán giả đến gần như kín chỗ theo dõi, đội khách Arsenal bắt đầu trận đấu một cách mạnh mẽ, nhưng không thể tận dụng cơ hội. Họ vươn lên dẫn trước vài phút trước khi hiệp một kết thúc khi Alan Smith ghi bàn từ đường chuyền của Paul Merson. Màn trình diễn của Wrexham trở nên tốt hơn trong hiệp 2 và họ gỡ hòa từ cú đá phạt của Mickey Thomas ở phút 82. Hai phút sau, đội chủ nhà vươn lên dẫn trước sau khi Steve Watkin nhận bóng từ đồng đội Gordon Davies và đưa bóng vượt qua thủ môn David Seaman. Một tình huống "vỡ sân" đã xảy ra ngay khi tiếng còi kết thúc trận đấu vang lên; các cầu thủ và nhân viên của Wrexham đã ào xuống cùng ăn mừng với những người đã ủng hộ họ. Phần thưởng của Wrexham là trận đấu tại vòng 4 với West Ham United, mặc dù họ để thua ở trận đá lại.
Được coi là một trong những "cú hủy diệt ông lớn" vĩ đại nhất mọi thời đại của Cúp FA, huấn luyện viên trưởng của Arsenal, George Graham đã coi chiến thắng của Wrexham là "khoảnh khắc bóng đá tồi tệ nhất" của ông. Graham đã trở lại và dẫn dắt đội bóng giành chức vô địch vào mùa giải tiếp theo, khi họ đánh bại Sheffield Wednesday trong trận chung kết Cúp FA năm 1993.

## Trước trận đấu
Arsenal là nhà đương kim vô địch quốc gia Anh khi giành chức vô địch First Division ở mùa giải 1990–91. Đội chỉ thua một trận trong toàn bộ mùa giải thành công của họ, trước Chelsea vào tháng 2 năm 1991. Đối thủ của Arsenal là Wrexham đã kết thúc ở vị trí cuối cùng trong toàn bộ hệ thống Football League mùa giải trước đó. Trong điều kiện bình thường, điều này có nghĩa là câu lạc bộ sẽ bị bật khỏi Football League, nhưng kế hoạch mở rộng Football League vào phút chót trước khi bắt đầu mùa giải 1991–92 giúp đội bóng này không phải xuống hạng.
Cả hai câu lạc bộ đã gặp nhau một lần trước đó ở mọi đấu trường – trận tứ kết Cúp FA diễn ra vào ngày 11 tháng 3 năm 1978 mà Arsenal đã giành chiến thắng với tỷ số 3–2. Wrexham đã đủ điều kiện vào vòng ba của Cúp FA 1991–92 sau khi đánh bại Winsford United 5–2 ở vòng một và Telford 1–0 ở vòng hai. Arsenal, giống như các câu lạc bộ thuộc hạng đấu cao nhất khác, khởi động cúp FA từ vòng ba. Arsenal bước vào trận đấu với tư cách là đội được đánh giá cao hơn; cây viết Vinnie Wright trên tờ The Times dự đoán một chiến thắng trên sân khách, mặc dù huấn luyện viên Brian Flynn của Wrexham cho rằng "về mặt lý thuyết, họ sẽ thắng chúng tôi, nhưng trận đấu sẽ không diễn ra theo kịch bản đó." Một bài dự đoán trận đấu do nhà báo Clive White của tờ Times biên soạn đã cảnh báo về sự tự mãn của đội khách: "Wrexham không phải là đội dễ bị bắt nạt trên sân nhà và có thể được tiếp thêm động lực bởi sự vắng mặt của Limpar, Wright và Bould bên phía Arsenal." Vị trí bấp bênh của Wrexham tại Football League đã được đề cập trong một bài viết trên tờ The Guardian, trong đó có sự đánh giá về tính khả thi của dự án tái phát triển đầy tham vọng của câu lạc bộ. Một quan chức của Wrexham, David Rhodes, đã có ý tưởng về một sân vận động mới có 5.000 chỗ ngồi, như một phần của kế hoạch trị giá 42 triệu bảng Anh, trong khi sân nhà hiện tại của họ Racecourse Ground sẽ được chuyển đổi thành một siêu thị.
Trận đấu Cúp FA giữa Wrexham và Arsenal không được truyền hình trực tiếp tại Vương quốc Anh, mặc dù các bản cập nhật liên tục về trận đấu được phát trên BBC Radio 5, Final Score và Results Service của ITV. Trận đấu được coi là nổi bật trên Match of the Day: The Road to Wembley của BBC One, một chương trình tổng hợp những diễn biến chính do Des Lynam trình bày. Trận đấu được bình luận bởi Tony Gubba.

## Diễn biến

### Trận đấu
Đội hình thi đấu của Wrexham trận này bao gồm ba tuyển thủ từng thi đấu cho đội tuyển quốc gia xứ Wales, Mickey Thomas, Gordon Davies và cầu thủ dự bị Joey Jones. Đội hình xuất phát chủ yếu gồm các cầu thủ trẻ, tuổi từ 20 trở xuống. Để so sánh, đội hình của Arsenal có rất nhiều cầu thủ kinh nghiệm với bảy cầu thủ từng đá cho đội tuyển Anh. Huấn luyện viên George Graham đã sắp xếp một đội hình xuất phát tương đối mạnh: David O'Leary vào thay Bould để đá cặp với Tony Adams ở hàng phòng ngự, trong khi Jimmy Carter có lần ra sân đầu tiên cho câu lạc bộ kể từ khi gia nhập vào cuối năm 1991.
Arsenal bắt đầu trận đấu và có quả phạt góc đầu tiên, và được thực hiện bởi Paul Merson, O'Leary đánh đầu ở cột gần và sau đó bóng đến Alan Smith. Cú đánh đầu của tiền đạo này đã bị một cầu thủ của Wrexham chặn lại và phá bóng ra ngoài. Arsenal không mất thêm nhiều thời gian để tạo ra một cơ hội khác; Nigel Winterburn đi bóng phía cánh trái, tìm thấy Merson, người chạy vào vòng cấm và thực hiện một quả tạt. Bóng đã bị phá ra, nhưng đến vị trí của Carter, cú sút của cầu thủ này ở gần chấm phạt đền đã đi chệch cột dọc phía bên bên phải. Wrexham đã cố gắng lên bóng ở phần sân đối phương và tạo ra một số cơ hội, nhưng sau đó Arsenal cũng có các tình huống ăn miếng trả miếng với cú sút trúng đích của Kevin Campbell. Gareth Owen của đội chủ nhà gần như đã ghi bàn mở tỷ số, khi anh kiểm soát bóng từ một cú chạm nhanh và sau đó dứt điểm đi chệch cột dọc. Hai phút trước khi hiệp một kết thúc, Arsenal đã vươn lên dẫn trước. Merson lao lên phía trước vòng cấm, và đường chuyền của anh được Smith đón, dứt điểm vào lưới thủ môn Vince O'Keefe. Wrexham gần như đã gỡ hòa ngay sau khi bị dẫn trước, nhưng David Seaman đã cản phá một cơ hội của Steve Watkin.
Trong hiệp hai, Arsenal gặp khó khăn trước Wrexham khi đội chủ nhà đã hạn chế thời gian cầm bóng của họ và chủ động áp sát nhanh với các cầu thủ đội khách. Tuy nhiên, lối chơi bóng dài của Arsenal vẫn tạo ra các cơ hội, khi Winterburn dứt điểm chạm xà ngang và Campbell có một cú sút bị O'Keefe cản phá. Vào phút thứ 82, Wrexham được hưởng quả đá phạt từ cự ly 25 thước Anh (23 m). Sau động tác giả vờ thực hiện cú sút nhanh, Thomas đã căn chỉnh cú sút bay thẳng vào góc trên bên phải khung thành Seaman. Thủ môn của Arsenal đã dùng những đầu ngón tay mình để cản phá, nhưng không đủ để ngăn cản nó bay vào lưới. Hai phút sau bàn gỡ hòa, Wrexham đã vượt lên dẫn trước, một pha phá bóng không tốt của Winterburn khiến Davies cướp được và thay vì tung cú vô lê vào khung thành, anh đã chuyền ngang cho Watkin. Adams đã vượt qua tiền vệ này để cố gắng can thiệp, nhưng lại để mất bóng.  Watkin sau đó đã đưa bóng qua thủ thành Seaman và đi vào cầu môn. Arsenal đáp trả bằng cách gây áp lực trong những phút cuối với các đợt tấn công liên tiếp, nhưng hàng thủ của Wrexham vẫn đứng vững. Carter đã đưa bóng vào lưới vào cuối trận, nhưng trọng tài đã không công nhận bàn thắng vì lỗi việt vị; tiếng còi mãn cuộc được thổi sau đó vài phút và khiến những người hâm mộ đội chủ nhà vui mừng tràn xuống sân.

### Kết quả
| Wrexham                   | 2–1 | Arsenal     |
| ------------------------- | --- | ----------- |
| - Thomas 82' - Watkin 84' |     | - Smith 43' |

| Wrexham | Arsenal |

| TM               | 1  | Vince O'Keefe        |
| HV               | 2  | Andy Thackeray       |
| HV               | 3  | Phil Hardy           |
| HV               | 4  | Brian Carey          |
| TV               | 5  | Mickey Thomas (đ.t.) |
| TV               | 6  | Mark Sertori         |
| TV               | 7  | Gordon Davies        |
| TV               | 8  | Gareth Owen          |
| TĐ               | 9  | Karl Connolly        |
| TĐ               | 10 | Steve Watkin         |
| TV               | 11 | Wayne Phillips       |
| Dự bị:           |    |                      |
| HV               | 12 | Joey Jones           |
| TV               | 14 | Jimmy Kelly          |
| Huấn luyện viên: |    |                      |
| Brian Flynn      |    |                      |

| TM               | 1  | David Seaman      |  |         |
| HV               | 2  | Lee Dixon         |  |         |
| HV               | 3  | Nigel Winterburn  |  |         |
| TV               | 4  | David Hillier     |  |         |
| HV               | 5  | David O'Leary     |  |         |
| HV               | 6  | Tony Adams (đ.t.) |  |         |
| TV               | 7  | David Rocastle    |  |         |
| TĐ               | 8  | Kevin Campbell    |  | Thay ra |
| TĐ               | 9  | Alan Smith        |  |         |
| TV               | 10 | Paul Merson       |  |         |
| TV               | 11 | Jimmy Carter      |  |         |
| Dự bị:           |    |                   |  |         |
| HV               | 12 | Andy Linighan     |  |         |
| TV               | 14 | Perry Groves      |  | Vào sân |
| Huấn luyện viên: |    |                   |  |         |
| George Graham    |    |                   |  |         |

|  | Luật - 90 phút. - Đá lại nếu hòa. - 2 cầu thủ dự bị. - Tối đa 2 quyền thay người. |

## Sau trận đấu
Thomas vui mừng cho biết cú đá phạt là bàn thắng quan trọng nhất trong sự nghiệp của mình và tin rằng Wrexham có mọi cơ hội gây ra một bất ngờ khác ở vòng đấu tiếp theo, mặc dù chỉ giành được kết quả hòa trên sân khách: "Chúng tôi thất vọng vì không được chơi trên sân nhà nhưng sau khi đánh bại nhà vô địch, chúng tôi không sợ bất kỳ đội bóng nào". Anh cảm ơn câu lạc bộ đã tạo điều kiện luyện tập và đồng thời cũng cho biết việc có phong độ tốt nhờ ăn uống điều độ: "Tôi luôn uống hai cốc Guinness vào thứ Sáu, đôi khi còn nhiều hơn. Nó giúp tôi tràn đầy năng lượng, tôi cảm thấy mạnh mẽ hơn và tin vào điều đó". Huấn luyện viên Flynn thừa nhận Thomas luôn "tập luyện bất cứ lúc nào cậu ấy muốn" và nói thêm: "Tôi sẽ tạo mọi điều kiện đối với cậu ấy [Thomas] để giúp cậu ấy duy trì phong độ. Và nếu cậu ấy trẻ hơn 10 tuổi, tôi có thể bán với giá 5 triệu bảng Anh".
Mickey Thomas chia sẻ về trận đấu
Graham không phàn nàn và nói với các phóng viên: "Tôi nghĩ họ đã chơi rất tốt. Chúng tôi chỉ không kết liễu được họ. Đó là ranh giới mong manh giữa thành công và thất bại". Ông tiếp tục coi thất bại là "khoảnh khắc bóng đá tồi tệ nhất" (lowest in moment football) của mình. Tiền vệ Davies của Wrexham cho rằng Arsenal đánh giá thấp họ và cảm nhận được sự bất an của đối thủ khi để thủng lưới và mang lại lợi thế cho đội chủ nhà: "Tôi nghĩ họ sẽ chuyên nghiệp hơn nhiều khi dẫn trước và lấy lại thế trận. Họ coi đó như một trận đấu tập. Chúng tôi có một đội hình gồm những cầu thủ trẻ và hai cầu thủ lớn tuổi, có lẽ khát khao chiến thắng của chúng tôi lớn hơn họ."
Wrexham được bốc cặp thi đấu với West Ham United ở vòng bốn, họ đã giành được trận hòa 2–2 tại Boleyn Ground nhờ các bàn thắng của Wayne Phillips và Lee Jones. Trận đá lại được diễn ra vào ngày 4 tháng 2, West Ham đã giành chiến thắng bằng bàn thắng duy nhất do công của hậu vệ Colin Foster trước 17.995 khán giả tại Racecourse Ground. Trong khi đó, phong độ của Arsenal tại giải vô địch quốc gia đã chững lại khi họ không ghi được chiến thắng nào trong tháng 1. Tuy nhiên đội bóng đã kết thúc mùa giải một cách mạnh mẽ, tạo nên chuỗi 16 trận bất bại để cán đích ở vị trí thứ tư. Trong 2 giải đấu Cúp Liên đoàn và Cúp FA vào mùa giải kế tiếp, Arsenal đã thể hiện tốt hơn; Graham đã giúp Arsenal giành cú đúp cúp quốc nội.
Vào dịp kỷ niệm 20 năm diễn ra trận đấu, Thomas đã hồi tưởng về bàn thắng của mình "...mọi người đều bàn tán về bàn thắng đó, nhưng tôi không mấy quan tâm. Đó vẫn là bàn thắng đẹp nhất của tôi từ trước đến nay." Theo Thomas kể, các đồng đội của anh chưa bao giờ nghĩ rằng Wrexham có cơ hội tiến vào vòng bốn, mà "chúng tôi chỉ tự hỏi họ sẽ ghi được bao nhiêu bàn". Được đề cập như một trong những cú sốc lớn nhất trong lịch sử Cúp FA, bình luận viên John Motson đã mô tả trận đấu Wrexham-Arsenal là một "cú hủy diệt ông lớn vượt thời gian" (giant killing which has stood the test of time). Năm 2013, trận đấu này có tên trong danh sách những cú sốc lớn nhất từ trước đến nay của Cúp FA, do người xem ESPN bình chọn.